# Газдаре
Газдаре (серб. Газдаре) — населённый пункт в общине Медведжя Ябланичского округа Республики Сербии.

## Население
Согласно переписи населения 2002 года, в селе проживал 571 человек (567 сербов, 2 македонца, 1 черногорец, 1 неизвестной национальности).
| Численность населения | Численность населения | Численность населения | Численность населения | Численность населения | Численность населения | Численность населения | Численность населения |
| 1948                  | 1953                  | 1961                  | 1971                  | 1981                  | 1991                  | 2002                  | 2011                  |
| --------------------- | --------------------- | --------------------- | --------------------- | --------------------- | --------------------- | --------------------- | --------------------- |
| 634                   | 766                   | 948                   | 819                   | 763                   | 731                   | 571                   | 458                   |

## Религия
Согласно церковно-административному делению Сербской православной церкви, село относится к Медведжянскому приходу Ябланичского архиерейского наместничества Нишской епархии. В селе расположен храм во имя святого великомученика Пантелеимона, построенный в 1904 году на фундаменте второй половины XV века. В августе 2018 года освящён фундамент нового храма.